# 배뇨
배뇨(排尿)는 유태반류에서 방광을 통해 요도로 오줌을 배출하거나,:38,364 다른 척추동물에서는 총배설강을 통해 배출하는 것이다. 이는 비뇨계의 배설 형태이다. 의학적으로는 배뇨, 방광 비우기, 배뇨, 드물게 배뇨라고도 하며, 구어체로는 쉬하기, 오줌 누기, 오줌 싸기 등의 다양한 이름으로 불리며, 완곡하게 1번이라고도 한다. 배뇨 과정은 건강한 사람과 다른 동물에서는 자발적으로 조절되지만, 유아, 일부 노인, 신경 손상이 있는 사람에게는 반사로 발생할 수 있다. 성인 인간은 낮 동안 최대 7번까지 소변을 보는 것이 정상이다.
일부 동물에서는 노폐물 배출 외에도 배뇨가 영역을 표시하거나 복종을 표현할 수 있다. 생리적으로 배뇨는 중추신경계, 자율신경계, 몸신경계 간의 조정을 포함한다. 배뇨를 조절하는 뇌의 중심에는 교뇌 배뇨중추, 수도관주위회색질, 대뇌 피질이 있다.

## 해부학과 생리학

### 방광과 배출구의 해부학
배뇨에 관여하는 주요 기관은 방광과 요도이다. 방광의 민무늬근육인 방광 배뇨근은 허리 척수의 교감신경계 섬유와 천골 척수의 부교감신경 섬유로부터 신경 분포된다. 골반내장신경의 섬유는 배뇨 반사의 주요 구심성 다리를 구성한다. 방광으로 가는 부교감 신경 섬유는 흥분성 원심성 다리를 구성하며 이 신경을 통해 이동한다. 요도의 일부는 남성 바깥요도조임근 또는 여성 바깥요도조임근에 둘러싸여 있으며, 이는 척수의 오누프핵이라고 불리는 영역에서 기원하는 몸 음부신경에 의해 신경 분포된다.
요도의 양쪽으로 민무늬근육 다발이 지나며, 이 섬유들은 요도를 완전히 둘러싸지는 않지만 때때로 내요도조임근이라고 불린다. 요도 아래쪽에는 골격근 조임근인 막성 요도 조임근(외요도 조임근)이 있다. 방광의 상피는 이행 상피라고 불리며, 비워질 때는 돔 모양의 표층 세포와 그 아래 여러 층의 층화된 입방형 세포를 포함한다. 방광이 완전히 팽창하면 표층 세포는 편평하게(납작하게) 변하고, 입방형 세포의 층화는 측면 신축을 위해 감소한다.

### 생리학
배뇨의 생리학과 그 장애의 생리학적 기초는 특히 뇌 상위 수준에서 혼란이 많은 주제이다. 배뇨는 근본적으로 교뇌 배뇨중추와 같은 상위 뇌 중추에 의해 촉진되고 억제되는 척수-뇌간-척수 반사이며, 배변과 마찬가지로 자발적인 촉진과 억제의 대상이다.
건강한 사람의 하부 요로에는 두 가지 별개의 활동 단계가 있다. 하나는 소변이 방광에 저장되는 저장(또는 보호) 단계이고, 다른 하나는 소변이 요도를 통해 배출되는 배뇨 단계이다. 반사계의 상태는 뇌의 의식적인 신호와 방광 및 요도에서 오는 감각 섬유의 발사 속도에 달려 있다. 방광 용량이 낮을 때는 구심성 발사가 낮아 배출구(괄약근 및 요도)가 흥분되고 방광은 이완된다. 방광 용량이 높을 때는 구심성 발사가 증가하여 배뇨 욕구가 의식적으로 느껴진다. 배뇨 준비가 된 사람은 의식적으로 배뇨를 시작하여 방광이 수축하고 배출구가 이완된다. 배뇨는 방광이 완전히 비워질 때까지 계속되며, 이 시점에서 방광은 이완되고 배출구는 수축하여 저장을 다시 시작한다. 배뇨를 제어하는 근육은 자율신경계와 몸신경계에 의해 제어된다. 저장 단계 동안, 내요도 괄약근은 긴장 상태를 유지하고, 방광 배뇨근은 교감신경계 자극에 의해 이완된다. 배뇨 중에는 부교감신경계 자극으로 인해 방광 배뇨근이 수축하고 내요도 괄약근이 이완된다. 외요도 괄약근(요도 괄약근)은 몸 신경계의 제어하에 있으며, 배뇨 중에는 의식적으로 이완된다.
유아의 경우 배뇨는 비자발적으로(반사적으로) 발생한다. 배뇨를 자발적으로 억제하는 능력은 중추신경계 상위 수준에서의 통제가 발달하면서 2~3세까지 발달한다. 성인의 경우, 방광에 있는 소변량 중 일반적으로 반사 수축을 시작하는 양은 약 300–400 밀리리터 (11–14 imp fl oz; 10–14 US fl oz)이다.

#### 저장 단계
저장 중에는 방광의 높은 유연성으로 인해 방광 내 압력이 낮게 유지된다. 방광(방광 내) 압력을 방광 내 유체량(이를 방광조영술)에 대해 플로팅하면 방광이 채워질 때 매우 약간의 상승을 보인다. 이 현상은 라플라스의 법칙의 발현인데, 이 법칙은 구형 장기의 압력이 벽 장력의 두 배를 반경으로 나눈 것과 같다고 말한다. 방광의 경우 장력이 증가함에 따라 반경도 증가한다. 따라서 방광이 상대적으로 가득 찰 때까지는 압력 증가가 미미하다. 방광의 평활근은 일부 고유한 수축 활동을 가지고 있지만, 신경 공급이 온전할 때 방광벽의 신장 수용기는 근육의 고유한 수축 반응보다 낮은 역치를 가진 반사 수축을 시작한다.
방광벽의 신장 수용체에서 나오는 감각 뉴런에 의해 전달되는 활동 전위는 골반 신경을 통해 척수의 천골 분절로 이동한다. 저장 단계 동안 방광벽의 신장 정도가 낮기 때문에 이러한 구심성 뉴런은 낮은 빈도로 발사된다. 낮은 빈도의 구심성 신호는 천골 부교감신경절 신경세포를 억제하고 요추 교감신경절 신경세포를 흥분시켜 방광을 이완시킨다. 반대로, 구심성 입력은 오누프핵의 흥분을 통해 괄약근을 수축시키고, 교감신경절 신경세포의 흥분을 통해 방광목과 요도를 수축시킨다.
이뇨 (신장에서의 소변 생성)는 끊임없이 일어나며, 방광이 가득 차면 구심성 발사가 증가하지만, 배뇨 반사는 배뇨를 시작하기에 적절한 시점까지 자발적으로 억제될 수 있다.

#### 배뇨 단계

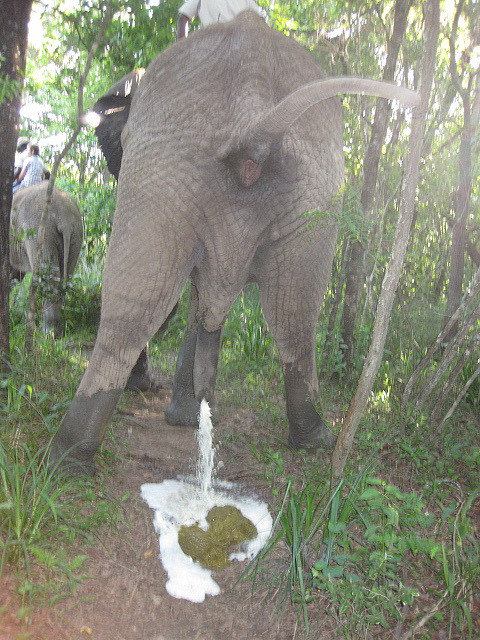
코끼리 방광은 최대 18리터의 소변을 저장할 수 있다.

배뇨는 뇌에서 소변을 시작하라는 자발적인 신호가 전송되면 시작되며, 방광이 비워질 때까지 계속된다.
방광 구심성 신호는 척수를 타고 수도관주위회색질로 올라가며, 이곳에서 교뇌 배뇨중추와 대뇌 모두로 투사된다. 특정 수준의 구심성 활동에서 의식적인 배뇨 욕구 또는 배뇨 긴급성은 무시하기 어려워진다. 배뇨를 시작하라는 자발적인 신호가 일단 주어지면, 교뇌 배뇨중추의 뉴런이 최대 발사되어 천골 부교감신경절 뉴런을 흥분시킨다. 이러한 뉴런의 발사는 방광벽을 수축시키며, 그 결과 방광 내 압력이 갑자기 급격하게 상승한다. 교뇌 배뇨중추는 또한 오누프핵을 억제하여 외요도괄약근의 이완을 초래한다. 외요도괄약근이 이완되면 방광 내 압력이 충분히 높아져 요도가 소변을 배출할 수 있게 된다. 배뇨 반사는 일반적으로 방광의 일련의 수축을 유발한다.
요도를 통한 소변의 흐름은 배뇨에 전반적으로 흥분 역할을 하여 방광이 비워질 때까지 배뇨를 지속하는 데 도움이 된다.
많은 남성과 일부 여성은 배뇨 후 또는 배뇨 중에 때때로 짧게 몸을 떨 수 있다.
배뇨 후, 여성 요도는 중력의 도움과 근육의 도움으로 부분적으로 비워진다. 남성 요도에 남아있는 소변은 망울해면체근의 여러 수축으로 배출되며, 일부 남성은 음경의 길이를 따라 손으로 짜서 나머지 소변을 배출한다.
몸무게 1kg 이상의 육상 포유류의 경우, 방광 용량이 4자리 수(1000배) 차이가 나는데도 불구하고 배뇨 시간은 평균 21초(표준 편차 13초)로 몸무게에 따라 달라지지 않는다. 이는 대형 동물의 요도 길이가 길어져 중력을 증폭시키고(따라서 유량 증가), 요도 폭이 넓어져 유량이 증가하기 때문이다. 더 작은 포유류의 경우 다른 현상이 발생하는데, 소변이 방울 형태로 배출되며, 쥐와 생쥐와 같은 더 작은 포유류의 배뇨는 1초 미만에 발생할 수 있다. 더 빠른 배뇨의 이점은 (배뇨 중) 포식 위험 감소와 요로 감염 위험 감소로 제시된다.

#### 자발적 조절
자발적 배뇨가 시작되는 메커니즘은 아직 정해지지 않았다. 한 가지 가능성은 골반 바닥 근육의 자발적인 이완이 방광 배뇨근에 충분한 아래쪽 당김을 유발하여 수축을 시작하게 한다는 것이다. 또 다른 가능성은 교뇌 배뇨중추의 뉴런이 흥분하거나 억제가 해제되어 방광의 동시 수축과 괄약근의 이완을 유발한다는 것이다.
중뇌에는 배뇨 억제 영역이 있다. 뇌간을 폰스 바로 위에서 절단하면 역치가 낮아져 배뇨를 유발하는 데 필요한 방광 충전량이 줄어들고, 중뇌 상단에서 절단하면 반사 역치는 본질적으로 정상이다. 후방 시상하부에는 또 다른 촉진 영역이 있다. 상전두회에 병변이 있는 인간의 경우 배뇨 욕구가 감소하고 일단 시작된 배뇨를 멈추는 데 어려움이 있다. 그러나 동물 자극 실험에서는 다른 피질 영역도 이 과정에 영향을 미친다는 것을 보여준다.
방광은 몇 밀리리터의 소변만 포함하고 있을 때 척수 배뇨 반사를 자발적으로 촉진시켜 수축시킬 수 있다. 복근의 자발적인 수축은 방광벽에 가해지는 압력을 증가시켜 소변 배출을 돕지만, 방광이 거의 비워져 있을 때도 힘을 주지 않고 배뇨를 시작할 수 있다.
배뇨는 일단 시작된 후에도 회음부 근육의 수축을 통해 의식적으로 중단될 수 있다. 외요도괄약근은 자발적으로 수축할 수 있으며, 이는 소변이 요도를 통해 지나가는 것을 막는다.

#### 배뇨 경험
배뇨의 필요성은 불편하고 꽉 찬 느낌으로 경험된다. 이는 방광의 충만함과 밀접한 관련이 있다. 많은 남성의 경우 배뇨 욕구는 방광뿐만 아니라 음경의 기저부에서도 감지될 수 있다. 비록 방광이 가득 찼을 때의 신경 활동은 방광 자체에서 비롯되더라도 말이다. 여성의 경우 방광이 가득 찼을 때 아랫배 부위에서 배뇨 욕구가 느껴진다. 방광이 너무 가득 차면 괄약근이 비자발적으로 이완되어 소변이 방광에서 배출된다. 소변 배출은 불편함이 줄어드는 것으로 경험된다.

### 장애

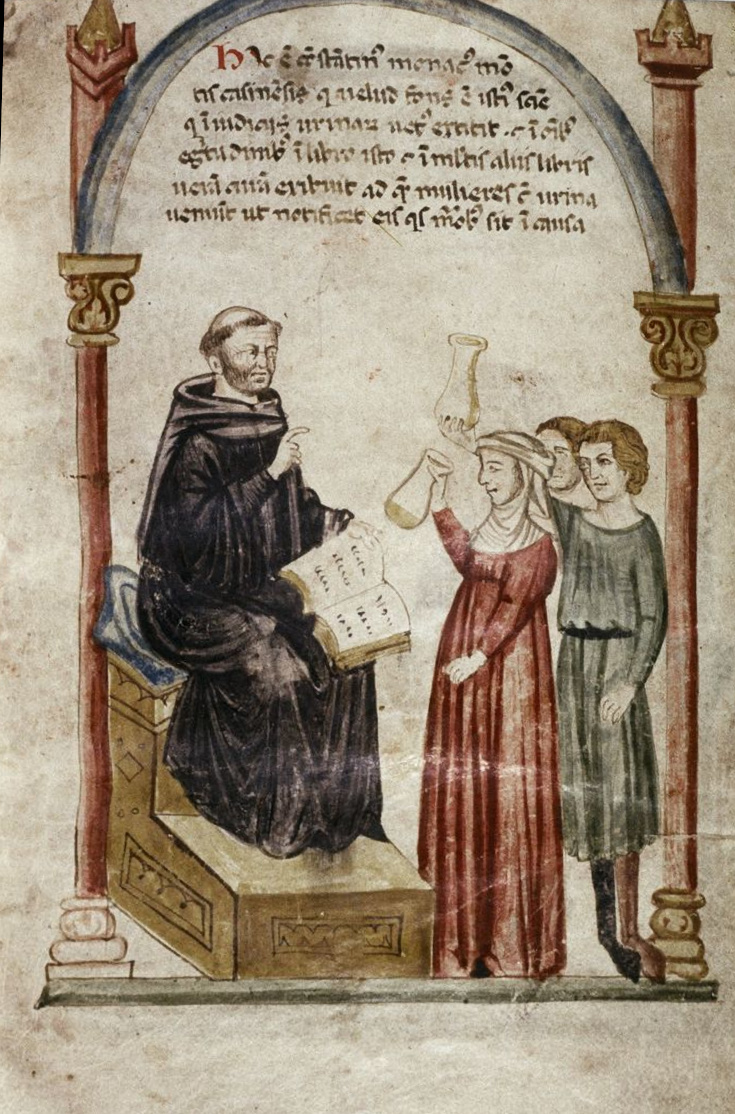
의사 아프리카의 콘스탄틴이 진단을 위해 소변 샘플을 받는 모습을 그린 그림

#### 임상적 상태
많은 임상적 상태나 비뇨기계 질환은 정상적인 배뇨에 장애를 일으킬 수 있으며, 다음을 포함한다.
- 요실금, 소변을 참지 못함
  - 복압성 요실금, 외부 기계적 장애로 인한 요실금
  - 절박성 요실금, 통제할 수 없는 배뇨 욕구로 인해 발생하는 요실금
  - 복합성 요실금, 두 가지 유형의 요실금 조합
- 요폐, 배뇨를 시작할 수 없음
- 과민성 방광, 강한 배뇨 욕구, 일반적으로 방광 배뇨근 과활동을 동반함
- 간질성 방광염, 빈뇨, 절박뇨 및 통증이 특징인 상태
- 전립선염, 전립선 염증으로 인해 빈뇨, 절박뇨 및 통증이 발생할 수 있음
- 전립선비대증, 전립선 비대로 인해 빈뇨, 절박뇨, 요폐 및 소변이 새는 증상이 발생할 수 있음
- 요로감염증, 빈뇨 및 배뇨통을 유발할 수 있음
- 다뇨증, 비정상적으로 많은 양의 소변 생성, 특히 당뇨병 (1형 및 2형) 및 요붕증과 관련이 있음
- 핍뇨, 소변량 감소, 일반적으로 상부 요로 문제로 인해 발생함
- 무뇨증은 소변량이 없거나 거의 없는 것을 의미한다.
- 배뇨실신, 실신을 유발할 수 있는 미주신경 반사.
- 공중화장실 공포증, 공중화장실과 같이 다른 사람이 있는 곳에서 소변을 볼 수 없는 상태.
- 방광괄약근부조화, 뇌 또는 척수 손상으로 인한 방광과 외요도괄약근 사이의 부조화

배뇨를 증가시키는 약물은 이뇨제라고 불리며, 항이뇨제는 신장에서의 소변 생성을 감소시킨다.

#### 실험적으로 유발된 장애
신경 병변으로 인한 방광 기능 장애에는 크게 세 가지 유형이 있다. (1) 방광에서 나오는 구심성 신경의 단절로 인한 유형; (2) 구심성 및 원심성 신경 모두의 단절로 인한 유형; (3) 뇌에서 내려오는 촉진성 및 억제성 경로의 단절로 인한 유형. 세 가지 유형 모두에서 방광은 수축하지만, 일반적으로 내장을 완전히 비울 만큼 충분하지 않아 방광에 잔뇨가 남게 된다. 공중화장실 공포증 (소심 방광 증후군)은 뇌에서 방광으로의 단절의 예시로, 종종 사람이 공공 장소를 떠날 때까지 완전한 단절을 유발한다. 이러한 사람들(남성)은 다른 사람이 있는 곳에서 소변을 보는 데 어려움을 겪을 수 있으며, 결과적으로 칸막이가 없거나 다른 사람과 바로 붙어 있는 소변기 사용을 피하게 된다. 또는, 칸막이 화장실의 프라이버시를 선택하거나 아예 공중 화장실 사용을 피할 수도 있다.

##### 구심성 신경 차단
실험 동물의 천골 배근을 절단하거나 인간의 척수후근 질환(예: 척수 매독)으로 인해 방해를 받으면 방광의 모든 반사 수축이 소실된다. 방광은 팽창되고 벽이 얇아지며 저긴장 상태가 되지만, 평활근의 고유한 신장 반응으로 인해 일부 수축이 일어난다.

##### 신경 제거
말총 또는 종말신경섬유 종양으로 인해 구심성 및 원심성 신경이 모두 파괴되면 방광은 한동안 이완되고 팽창한다. 그러나 점차적으로 "탈신경 방광"의 근육은 활성화되어 많은 수축파를 일으켜 요도에서 소변 방울을 배출한다. 방광은 위축되고 방광벽은 비대해진다. 이러한 상태에서 보이는 작고 비대해진 방광과 구심성 신경만 차단되었을 때 보이는 팽창되고 저긴장 상태의 방광 사이의 차이점은 알려져 있지 않다. 전자의 상태에서의 과활동 상태는 방해받은 뉴런이 신경절 이전 신경세포가 아닌 신경절 이후 신경세포임에도 불구하고 신경 제거 과민증의 발달을 시사한다.

##### 척수 손상
척수 쇼크 동안 방광은 이완되고 무반응 상태이다. 방광이 과도하게 차고 소변이 괄약근을 통해 새어 나온다(요실금). 척수 쇼크가 지나면 척수 매개 배뇨 반사가 뒤따르지만, 자발적인 조절은 없으며 상위 중추의 억제 또는 촉진도 없다. 일부 하반신 마비 환자는 허벅지를 꼬집거나 문질러 배뇨를 시작하도록 훈련하여 경미한 대량 반사를 유발한다. 어떤 경우에는 배뇨 반사가 과활동 상태가 된다. 방광 용량이 감소하고 벽이 비대해진다. 이러한 유형의 방광을 때때로 경련성 신경성 방광이라고 부른다. 반사 과활동은 방광벽의 감염으로 인해 악화되거나 유발될 수 있다.

## 기술

### 어린아이들
많은 개발도상국에서 사용되는 일반적인 기술은 아이를 허벅지 뒤쪽으로 잡고 바깥을 향하게 들어 올려 소변을 보게 하는 것이다.

### 태아의 배뇨
태아는 한 시간마다 소변을 보며 임신 2~3분기에는 대부분의 양수를 생성한다. 양수는 태아의 삼킴을 통해 재활용된다.

### 부상 후 배뇨
가끔 남성의 음경이 손상되거나 제거되거나, 여성의 생식기/요로가 손상되면 다른 배뇨 기술을 사용해야 한다. 이러한 경우 대부분 의사들은 요도를 배뇨가 여전히 가능하도록, 보통 앉거나 웅크린 자세에서만 배뇨가 촉진되는 위치로 재배치하지만, 드물게는 영구적인 도뇨관을 사용할 수도 있다.

### 대체 배뇨 도구
때로는 병, 소변기, 변기, 또는 요강 (gazunder라고도 함)과 같은 용기에 소변을 본다. 소변을 의료 목적으로 검사하거나 약물 검사를 위해, 거동이 불편한 환자의 경우, 화장실을 사용할 수 없거나 소변을 즉시 처리할 다른 방법이 없을 때 용기 또는 착용식 소변 수집 장치를 사용할 수 있다.
대안적인 해결책(여행, 잠복근무 등)은 흡수성 물질을 포함하여 소변을 몇 초 안에 고체화시켜 나중에 보관하고 처리하기 편리하고 안전하게 만드는 특수 일회용 봉지이다.
응급 상황 시 남녀 모두 병에 소변을 볼 수 있다. 이 기술은 아이들이 차 안이나 다른 장소에서 남의 눈에 띄지 않게 소변을 볼 수 있도록 도와줄 수 있다. 여성용 소변기는 여성과 소녀가 서서 또는 병에 소변을 볼 때 도움을 줄 수 있다.
미세중력 상태에서는 배설물이 자유롭게 떠다니는 경향이 있어, 우주 비행사들은 소변을 수집하고 재활용하기 위해 흡입력을 사용하는 특별히 설계된 우주변소를 사용한다. 이 우주변소에는 배변을 위한 용기도 있다.

## 사회 및 문화적 측면

### 예술
오줌싸개 소년은 실제 또는 모의로 소변을 보는 사춘기 이전 소년으로 묘사된 예술 작품 속 인물이다. 오줌싸개 소년은 기발함과 소년의 순진함에서부터 남성적 활력과 남성적 대담함의 에로틱한 상징까지 모든 것을 나타낼 수 있다.

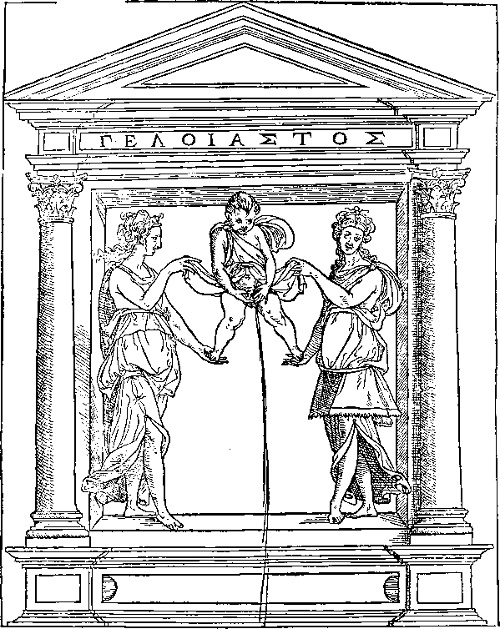
목판화로 된 오줌싸개 소년, 폴리필로의 꿈에서, 1499년
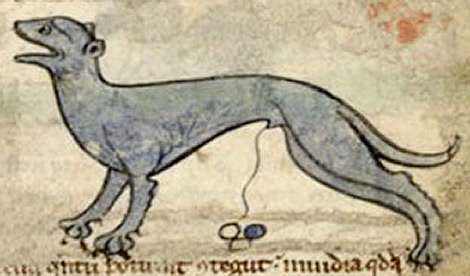
중세 동물우화집에 나오는 라피스 링수리우스
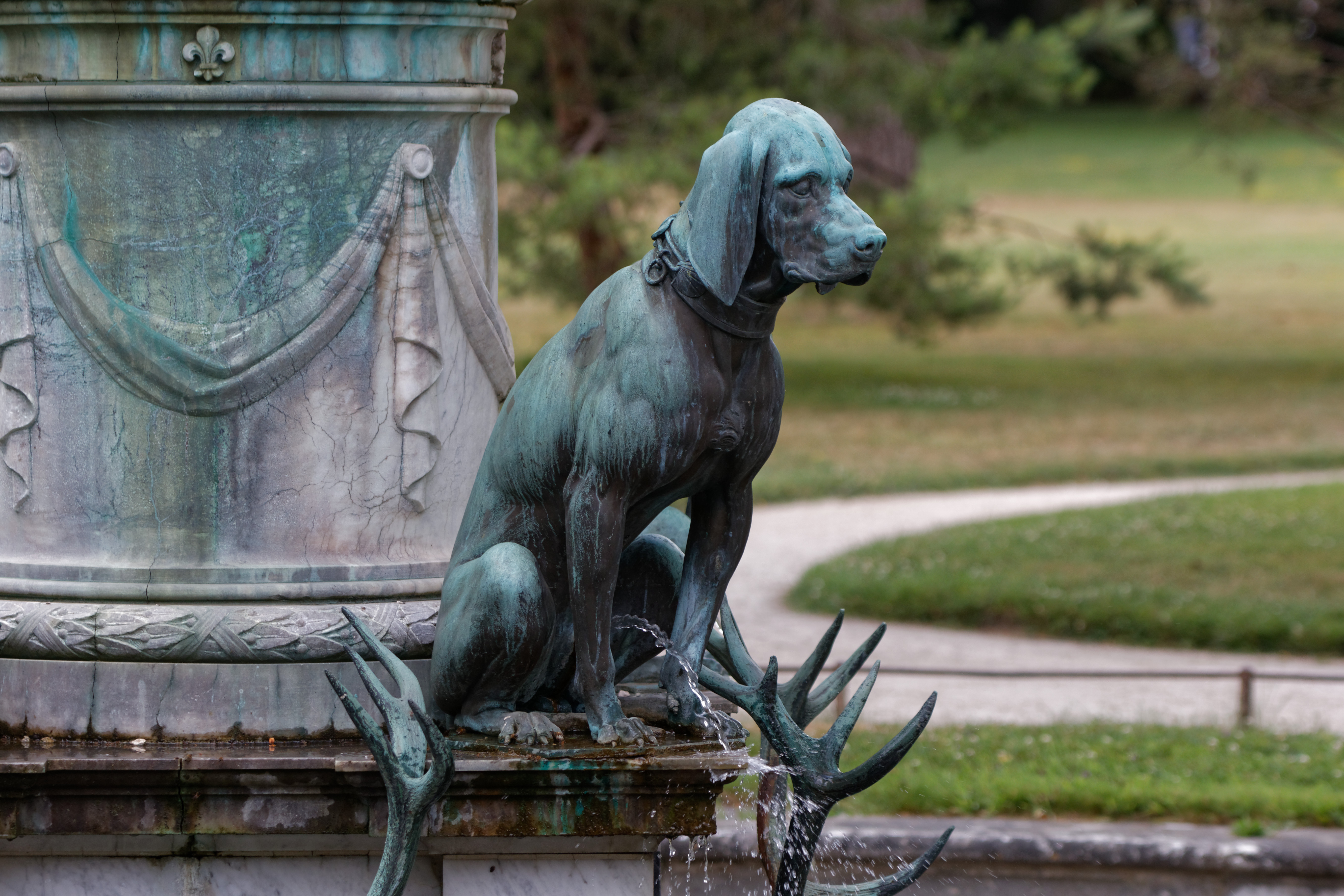
퐁텐블로궁에 있는 소변 보는 개 동상
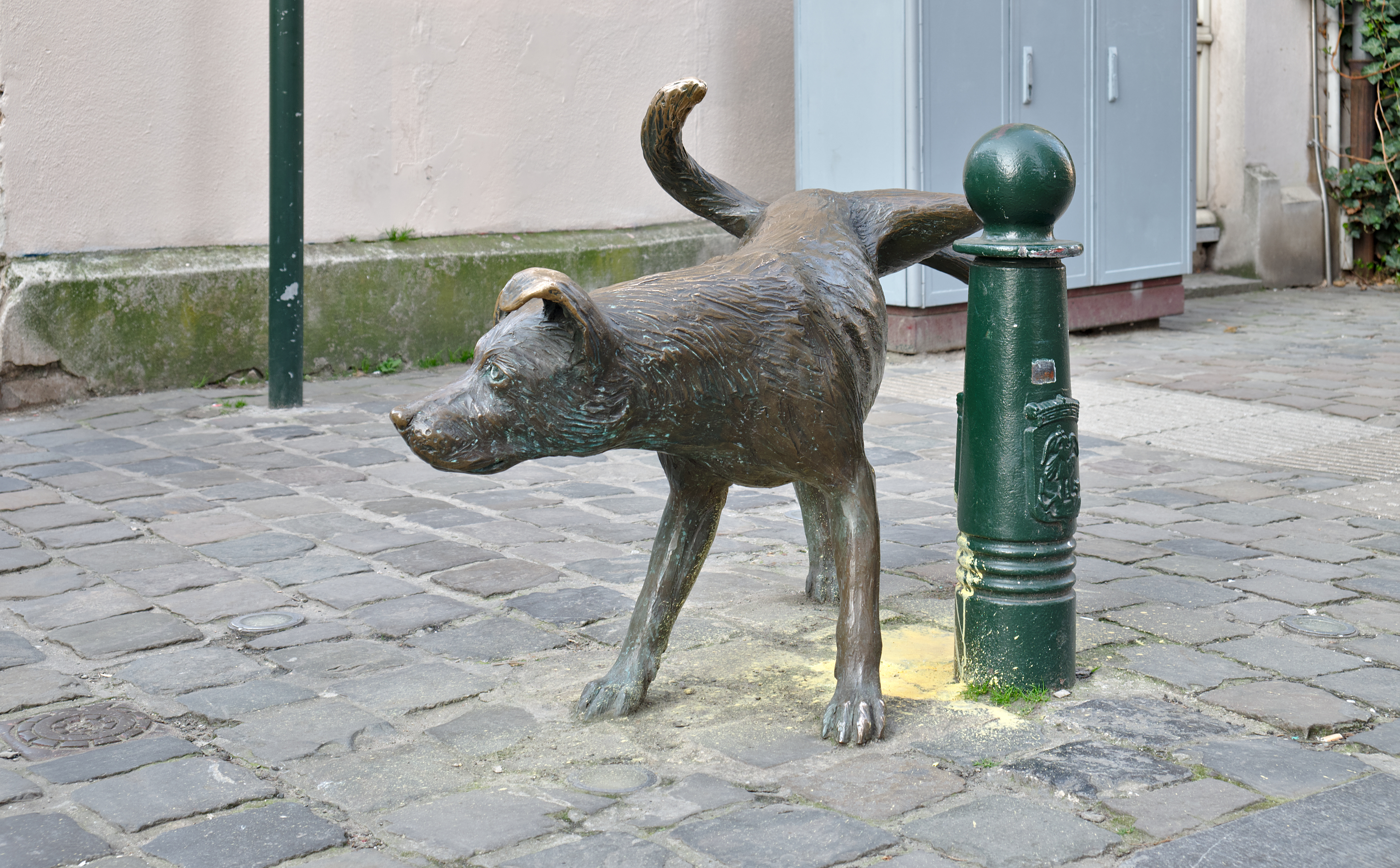
브뤼셀의 헷 진네케
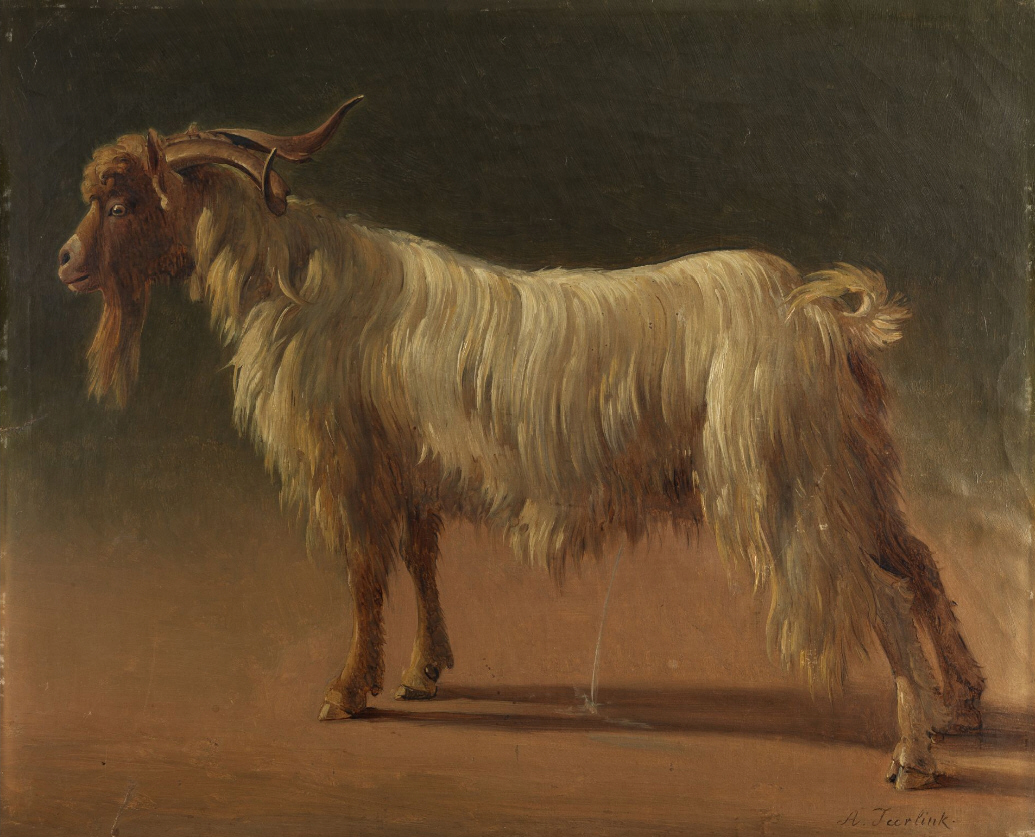
아브라함 테를링크의 숫양 그림
프란체스코 카사노바의 Ein stallender Schimmel mit einem Bauern, der einen Sattel aufhängt
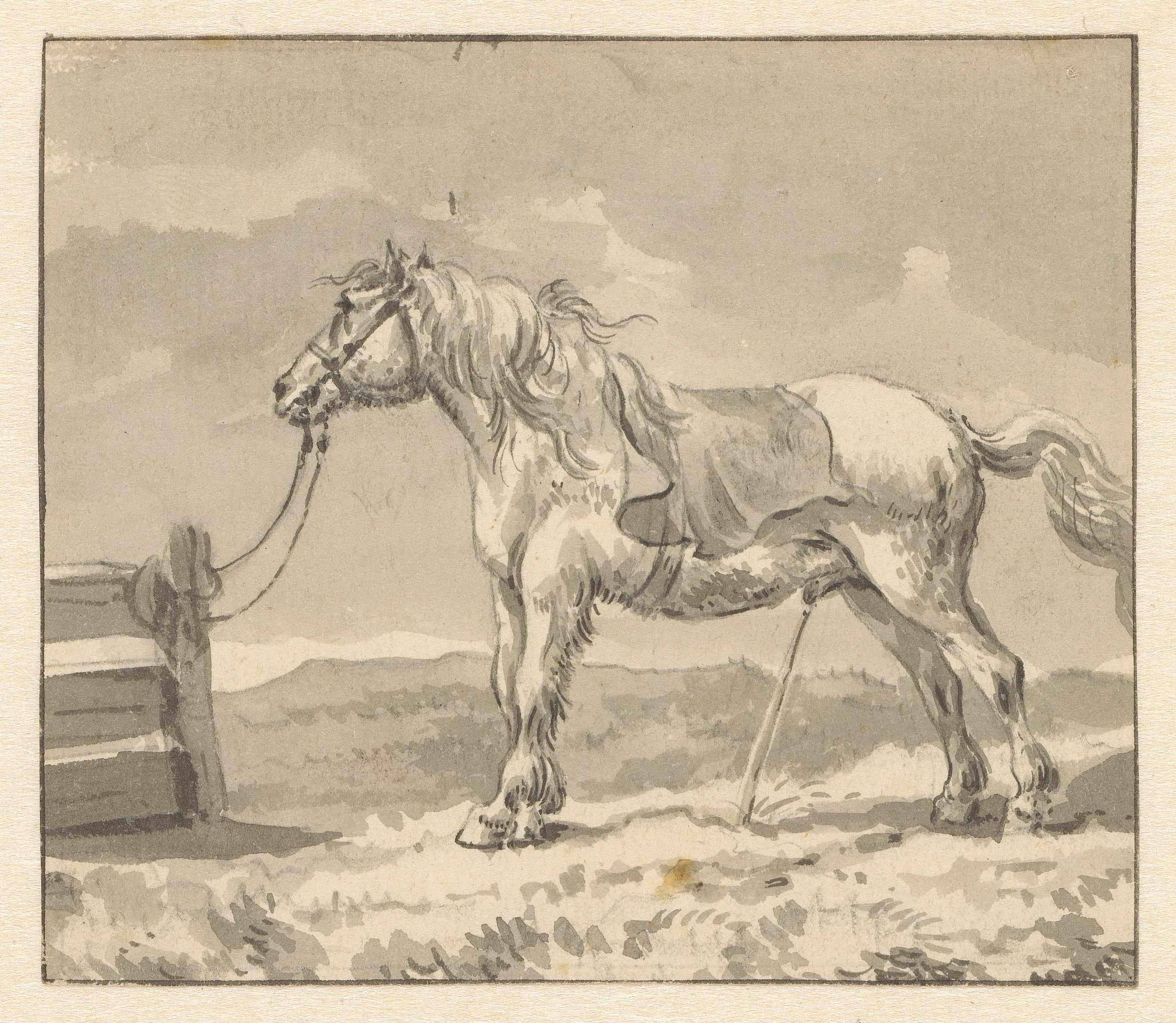
바우터 요하네스 판 트로스트베이크의 Paard in een weiland dat aan een hek gebonden is

### 배변 훈련
기저귀를 사용하고 배변 훈련을 하지 않는 전통이나 가족 안에서 아기들은 배뇨에 대해 사회화된 통제력이 거의 없다. 배변훈련은 사회적으로 허용되는 시간과 상황에 맞춰 배뇨를 제한하는 방법을 배우는 과정이다. 그 결과 어린 아이들은 때때로 야뇨증에 걸리기도 한다.틀:Fcn

### 시설
실내 또는 실외 도시나 교외 지역에서 가능한 사람들은 변기에서 소변을 보는 것이 사회적으로 더 용인되고 환경적으로 위생적이다. 공중 화장실에는 일반적으로 남성용 소변기가 있지만, 다양한 방식으로 사용하도록 설계된 여성용 소변기도 존재한다.

### 시설 없이 배뇨

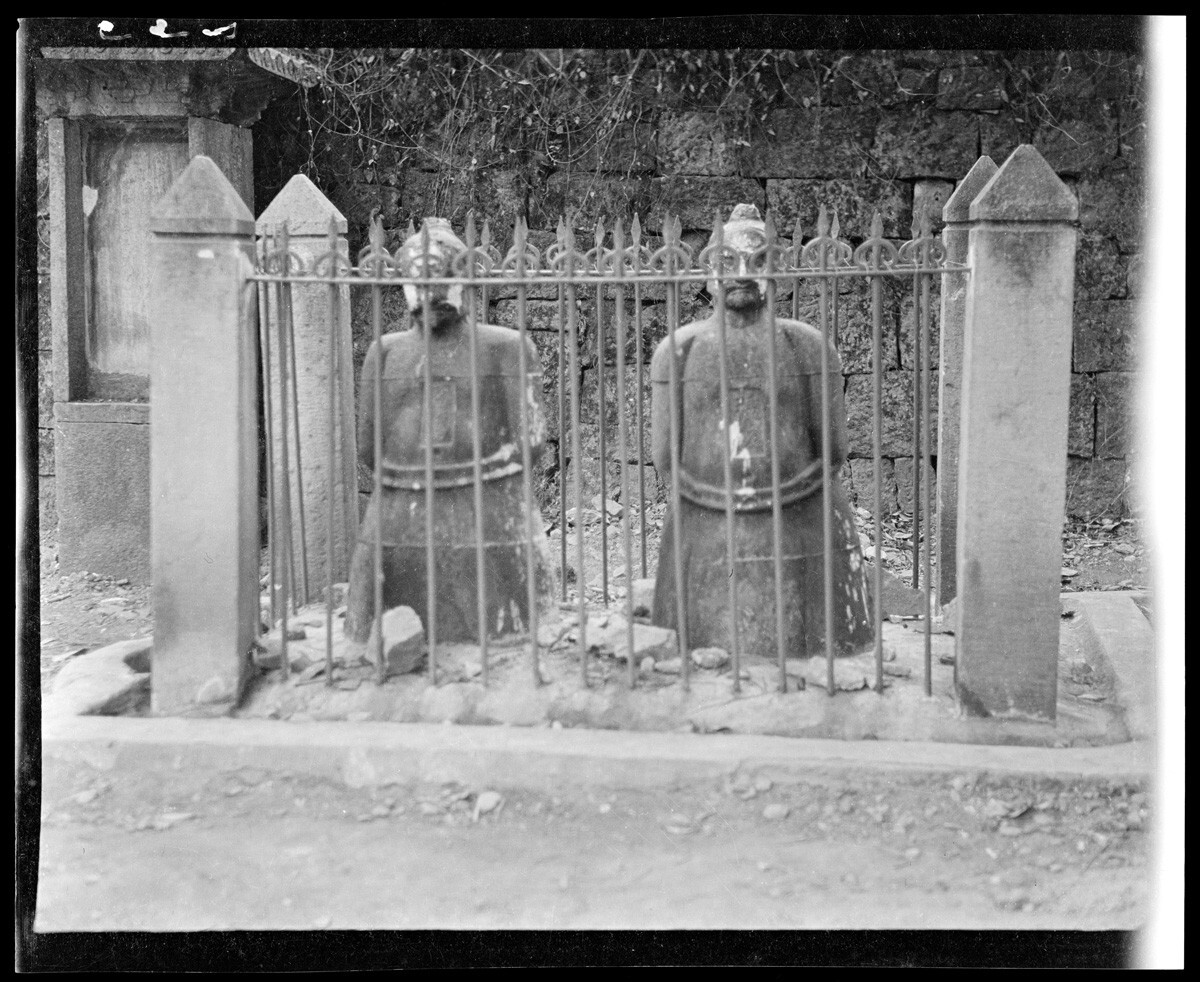
악비의 무덤에 있는 모기시와 장준의 더럽혀진 동상. 예전에는 방문객들이 악비의 1142년 살해에 대한 그들의 역할을 비난하는 의미에서 동상에 침을 뱉거나, 오줌을 누거나, 배변하는 것이 흔했다.

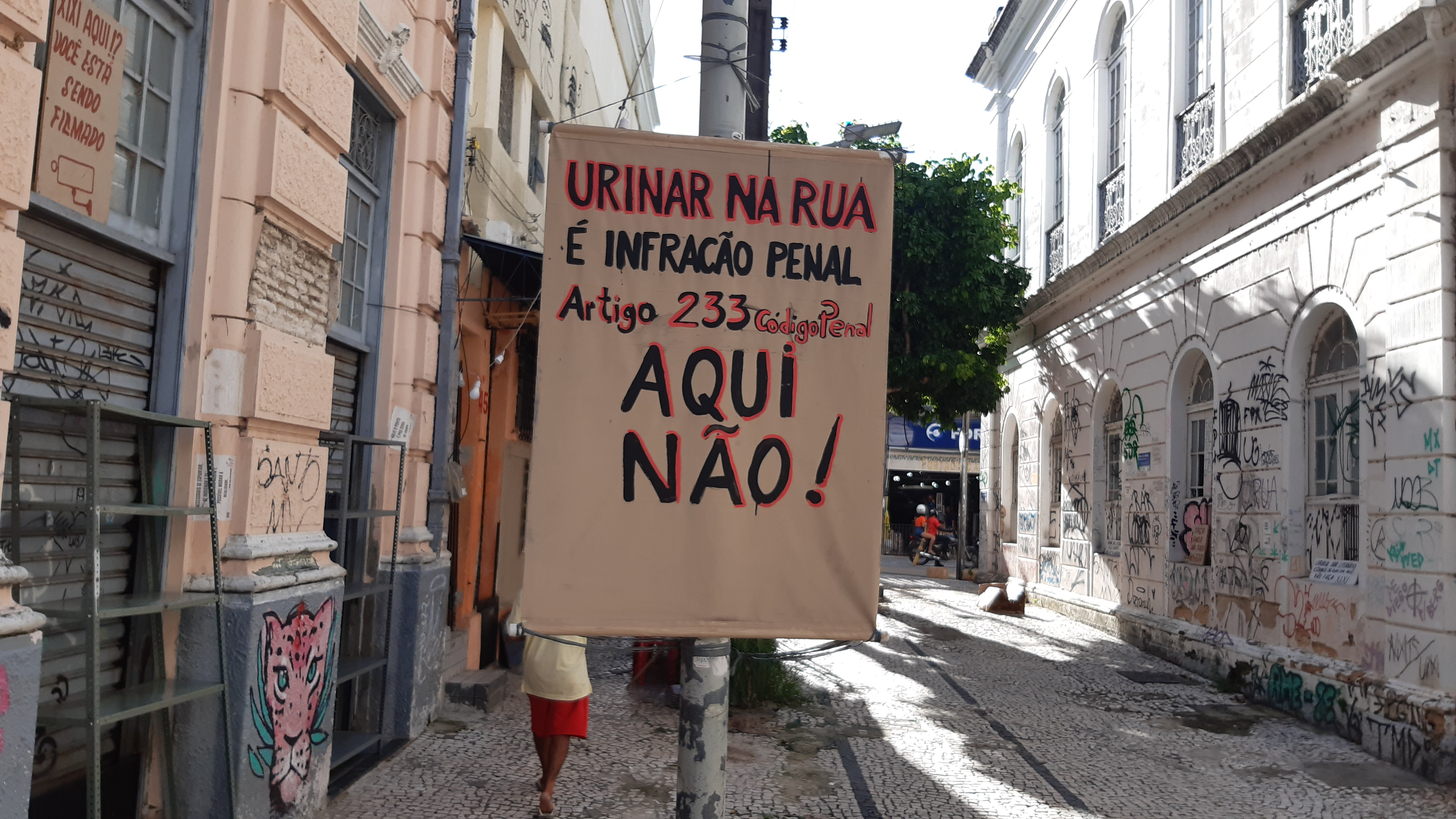
포르탈레자, 브라질에서 공공 장소에서 소변을 보는 것이 불법임을 경고하는 표지판

공중화장실이 아닌 공공장소에서의 실외 배뇨의 허용 여부는 상황과 관습에 따라 달라진다. 잠재적인 단점으로는 소변 냄새에 대한 불쾌감, 생식기 노출 등이 있다. 이는 조용한 장소로 가거나, 서서 소변을 볼 경우 나무나 벽을 향하거나, 웅크린 자세로 벽, 덤불 또는 나무 뒤에 숨어 피하거나 완화할 수 있다.
이동식 화장실은 즉시 시설을 이용할 수 없는 야외 상황에 자주 설치된다. 이들은 정기적으로 서비스(청소)를 받아야 한다. 울창한 숲에서 소변을 보는 것은 일반적으로 해롭지 않으며, 실제로 물을 절약하고, 상식을 사용하는 한 특정 상황에서 남성(그리고 덜 흔하지만 여성)에게 허용될 수 있다. 예를 들어 (상황에 따라) 캠핑, 하이킹, 배달 운전, 크로스컨트리 달리기, 시골 낚시, 아마추어 야구, 골프 등이 있다.
장소가 발달하고 혼잡할수록 공공장소에서의 배뇨는 더욱 불쾌하게 여겨지는 경향이 있다. 시골에서는 허용되지만, 도시의 거리에서는 흔한 위법 행위일 수 있다. 종종 이는 술을 마신 후에 발생하는데, 이는 소변 생성을 증가시킬 뿐만 아니라 억제를 감소시킨다. 음주로 인한 공공장소에서의 배뇨를 억제하는 한 가지 제안된 방법은 우릴리프트로, 낮에는 일반적인 맨홀처럼 위장되어 있다가 밤에는 지상으로 올라와 술집 손님을 위한 공중 화장실을 제공한다.
많은 곳에서 공중 배뇨는 벌금형에 처할 수 있지만, 국가마다 태도는 크게 다르다. 일반적으로 여성은 남성보다 공중 배뇨를 할 가능성이 낮다. 여성과 소녀는 남성과 소년과 달리 편리하고 discreet하게 소변을 볼 수 있는 장소가 제한된다.
기원전 5세기 역사가 헤로도토스는 고대 페르시아인의 문화를 기술하면서 그리스인과의 차이점을 강조하며, 페르시아인들 사이에서는 다른 사람 앞에서 소변을 보는 것이 금지되었다고 언급했다.
영국에서는 남성이 차량 뒷바퀴에 손을 얹고 있으면 공공장소에서 소변을 보는 것이 합법이라는 대중적인 믿음이 있었지만, 이는 사실이 아니다. 영국에서는 여전히 남성들의 공중 배뇨가 더 허용되는 편이지만, 영국 문화 전통 자체는 그러한 행위를 불쾌하게 여기는 것 같다.
이슬람 화장실 예절에서는 키블라를 향해 소변을 보거나 배변할 때 등지는 것이 하람이지만, 여성에게는 정숙성 요구 사항으로 인해 시설 없이는 배변이 불가능하다. 화장실을 이용할 수 없을 때, 여성은 라오스, 러시아, 몽골에서는 긴급 상황 시 배변할 수 있지만, 인도에서는 상황이 매우 바람직하더라도 여성에게는 덜 허용된다.
여성은 남성보다 소변을 더 자주 봐야 하지만, 일반적인 오해와 달리 방광이 작아서는 아니다. 시설 부족으로 배뇨 욕구를 참는 것은 요로감염증을 유발할 수 있으며, 이는 더 심각한 감염으로 이어질 수 있고, 드문 경우 여성에게 신장 손상을 일으킬 수 있다. 여성의 경우 소변을 discret하게 볼 수 있도록 돕는 여성용 소변기도 있으며, 서서 소변을 볼 수 있도록 돕는다.

### 앉거나, 서거나, 웅크리기
배뇨 시 자세와 몸의 위치는 문화마다 다르다. 남녀의 해부학적 조건이 다른 자세를 상정할 수 있지만, 이는 주로 문화적 규범, 옷의 종류, 이용 가능한 위생 시설에 의해 형성된다. 서양 국가에서는 좌변기가 가장 일반적인 형태이지만, 아시아, 아프리카, 아랍 세계에서는 화변기가 흔하다. 남성용 소변기는 전 세계적으로 널리 퍼져 있지만, 일부 국가에서는 여성용 소변기도 이용 가능하며, 최근 서양 국가에서는 점점 더 흔해지고 있다. 여성들 사이에서 바지 착용이 확산되면서 서서 소변을 보는 자세가 비실용적이 되었지만, 여성들이 전통적인 치마나 가운을 입는 일부 지역에서는 서서 소변을 보는 자세가 일반적이다.
일부 사람들은 웅크려 앉는 것이 몸이 방광을 적절하게 정렬하고 중력이 방광을 완전히 비우는 데 도움을 주어 UTI와 같은 다양한 합병증을 예방하는 자연스러운 자세이기 때문에 웅크려 앉는다. 이는 성별에 상관없이 적용된다.

#### 남성
전 세계의 문화권에서는 사회적으로 용인되는 배뇨 자세와 선호도가 다르다. 중동과 아시아에서는 쪼그려 앉는 자세가 더 만연했으며, 서양에서는 서거나 앉는 자세가 더 흔했다. 무슬림 남성에게는 웅크려 앉는 것이 적절한 청결 요구 사항 또는 아우라와 관련이 있다. 서양 문화에서는 선 자세가 건강한 남성에게 더 효율적이거나 남성적인 선택으로 간주된다. 소변기가 없는 화장실이나 가끔은 집에서 남성들은 소변이 튀는 것을 줄이기 위해 앉은 자세를 취하도록 권고받을 수 있다.
전립선 비대가 있는 노인 남성은 앉아서 소변을 보는 것이 도움이 될 수 있으며, 전립선비대증이 있는 노인 남성의 경우 앉아서 소변을 보는 자세가 서서 소변을 보는 것보다 우수하다는 것이 밝혀졌다.
독일에서는 1990년대에 남성이 앉아서 소변을 보는 관행이 주로 위생적인 이유로 장려되었다. 소변은 살균되어 있지만, 잔류물은 잠재적으로 대장균에 의해 식민화될 수 있다. 2014년, 네덜란드의 레이던 대학교 의료 센터의 비뇨기과 의사들은 앉아서 소변을 보는 것이 전립선 비대 문제가 있는 남성에게도 더 나은 자세라고 명시한 연구를 발표했다. 비뇨기과 의사 볼프강 뷔어만(Wolfgang Bührmann)은 2017년에 젊은 세대가 점점 더 앉아서 소변을 보려는 경향이 있다고 언급하며, 이를 성 역할의 변화, 즉 남성이 화장실 청소를 더 많이 하는 것과 관련지었다. 영국의 시장 조사 회사 YouGov의 2023년 연구에 따르면, 독일은 앉아서 소변을 보는 남성(55세 이상)의 비율이 가장 높다. 이 연구에서 독일 남성의 40%가 항상 앉아서 소변을 본다고 보고했으며, 스웨덴이 22%로 그 뒤를 이었다. 2020년 일본의 한 설문 조사에서는 일본 남성의 70%가 앉아서 소변을 보는 것으로 나타났으며, 이는 5년 전 51%에서 증가한 수치이다. 기혼 남성의 비율이 미혼 남성보다 높았다.

#### 여성
서양 문화권에서 여성은 일반적으로 사용하는 변기의 종류에 따라 앉거나 웅크려서 소변을 본다. 화변기는 웅크린 자세로 소변을 볼 때 사용된다. 변좌와의 접촉을 피하는 여성은 부분적으로 웅크린 자세("호버링")를 취할 수 있는데, 이는 여성용 소변기를 사용하는 것과 유사하다. 그러나 이 자세는 방광을 완전히 비우지 못할 수도 있다.
여성은 옷을 입은 채로 서서 소변을 볼 수도 있다. 아프리카의 여러 지역 여성들은 소변을 볼 때 이러한 자세를 사용하는 것이 흔하며, 라오스 여성도 마찬가지이다. 헤로도토스는 고대 이집트에서 비슷한 풍습을 묘사했다. 여성들이 서서 배뇨하는 또 다른 방법은 여성용 소변기를 사용하여 도움을 받는 것이다.

### 배뇨에 관해 이야기하기
많은 사회와 많은 사회 계층에서 배뇨의 필요성을 언급하는 것조차 사회적 일탈로 여겨진다. 이는 보편적인 필요임에도 불구하고 말이다. 많은 성인들은 배뇨가 필요하다고 말하는 것을 피한다.
많은 표현들이 존재하며, 일부는 완곡적이고 일부는 저속하다. 예를 들어, 수세기 전 표준 영어 단어("오줌"과 "오줌 누기"를 모두 의미하는 명사이자 동사)는 "piss"였지만, 이후에는 어린 아이들과 관련된 "pee"가 일반적인 대중 연설에서 더 흔하게 사용되고 있다. 배설은 필연적으로 배변훈련 중 유아들과 이야기해야 하는 주제이므로, 어린이들이 사용하기에 적합하다고 여겨지는 다른 표현들이 존재하며, 일부는 성인들도 계속 사용한다. 예를 들어, "weeing", "doing/having a wee-wee", "to tinkle", "go potty", "go pee pee" 등이 있다.
다른 표현으로는 "squirting"과 "taking a leak"가 있으며, 특히 젊은층에서 야외 여성 배뇨를 위해 "popping a squat"가 사용되는데, 이는 그러한 상황에서 많은 여성들이 취하는 자세를 의미한다. 국별 영어 방언은 창의성을 보여준다. 미국 영어는 "to whiz"를 사용한다. 오스트레일리아 영어는 "Chinese singing lesson"이라는 표현을 만들었는데, 이는 변기 도자기에서 소변이 튀는 소리에서 유래했다. 영국 영어는 "going to see my aunt", "going to see a man about a dog", "to piddle", "to splash (one's) boots", 그리고 "to have a slash"를 사용하는데, 이는 액체가 크게 튀는 스코틀랜드어 용어에서 유래했다. 가장 흔한, 비록 구식의 완곡어법 중 하나는 "to spend a penny"인데, 이는 동전 투입식 유료 화장실을 가리키는 것으로, 십진법 이전에는 그 금액을 부과했기 때문이다.

#### 언어 사용
배뇨에 대한 언급은 속어에서 흔히 사용된다. 영어에서의 용법은 다음과 같다.
- Piss (someone) off (누군가를 화나게 하다; 또는, 서둘러 떠나다)
- Piss off! (경멸을 표현하다; 위 참조)
- Pissing down (폭우를 가리키다)
- Pissing contest (비생산적인 자만심 경쟁)
- Pisshead (술을 너무 많이 마시는 사람을 비속하게 일컫는 말)
- Piss ant (쓸모없는 사람; 비속어 용법이 아닌 경우 이 용어는 군체에서 소변 같은 냄새가 나는 여러 종류의 개미를 가리킨다)
- Pissing up a flagpole (헛된 활동에 참여하다)
- Pissing into the wind (자신에게 해를 끼치는 방식으로 행동하다)
- Piss away (낭비하거나 헛되이 사용하다)
- Taking the piss (특권을 누리거나, 불합리하게 행동하거나, 다른 사람을 조롱하다)
- Full of piss and vinegar (정력적이거나 야심찬 청소년 또는 젊은 성인 남성)
- Piss up (영국식 표현으로 술에 취하기 위해 마시는 것)
- Pissed (영국 영어에서는 취한, 미국 영어에서는 화난)

### 배뇨와 성 활동

#### 인간에게서

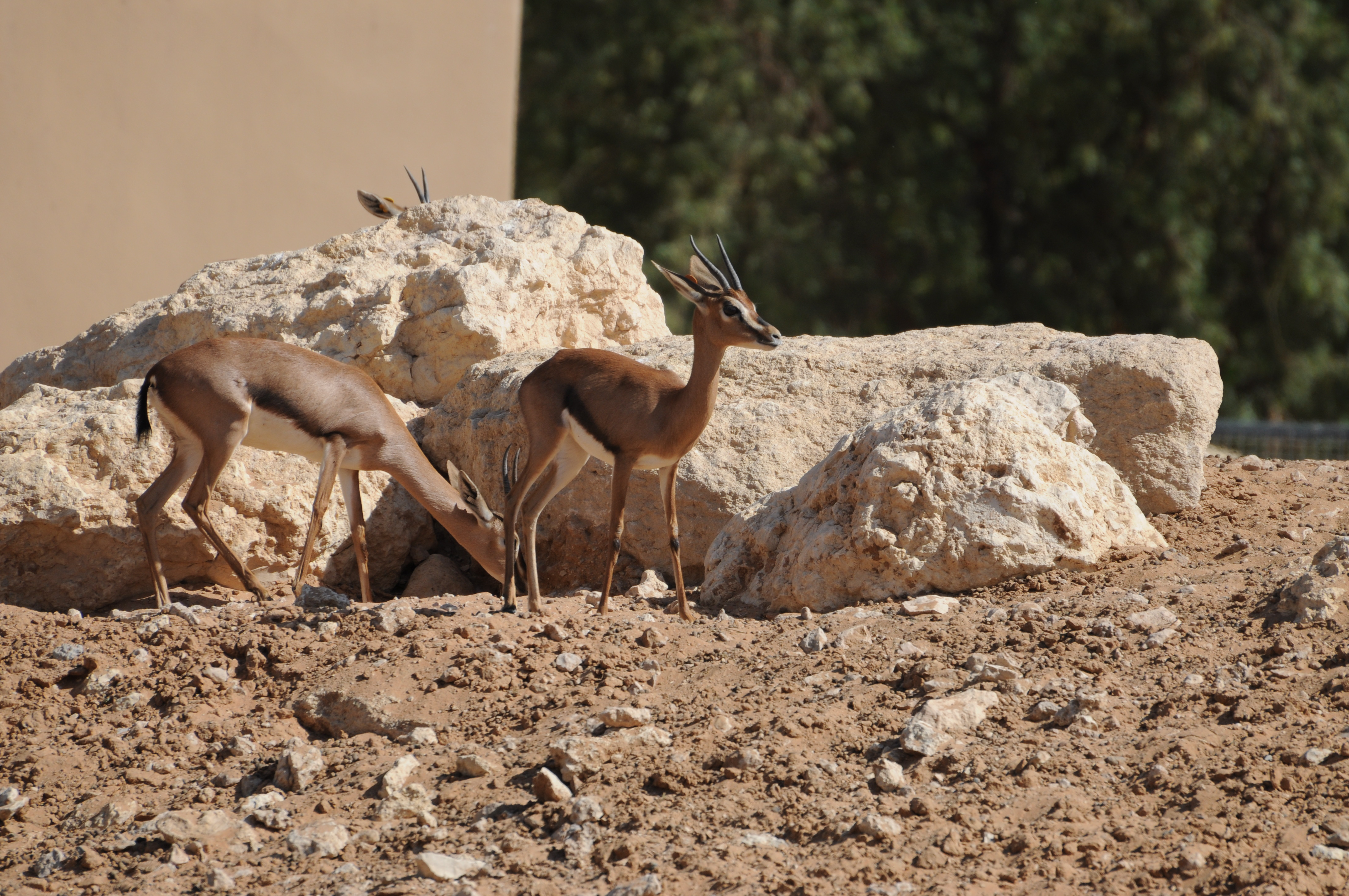
수컷 포유류는 암컷의 소변에서 발정기 화학 신호를 감지한다.

인간 남성의 경우, 내요도괄약근은 일반적으로 오르가슴 중에 수축하여 배뇨 또는 역행성 사정을 방지한다.
요성애는 소변이나 배뇨의 행위, 시각 또는 냄새와 관련된 성도착이다. 소변을 마시거나 소변으로 목욕할 수도 있는데, 이를 구어체로 골든 샤워라고 한다. 성교 중 비자발적인 배뇨는 흔하지만, 거의 인정되지 않는다. 한 설문조사에서 여성의 24%가 성교 중 비자발적인 배뇨를 보고했으며, 환자의 66%는 삽입 시 배뇨가 발생했고, 33%는 오르가슴 시에만 소변이 새는 것으로 나타났다.

#### 다른 동물에서
암컷 코브는 성교 중 요성애를 보일 수 있다. 한 암컷이 오줌을 누면 다른 암컷이 코를 그 물줄기에 들이댄다.
일부 포유류는 스스로에게 소변을 보아 발정기 동안 짝을 유인하거나, 교미 전에 다른 개체에게 소변을 뿌린다. 파타고니아마라 수컷은 뒷다리로 서서 암컷의 엉덩이에 소변을 보며, 암컷은 수컷의 얼굴에 소변을 뿌려 반응할 수 있다. 수컷의 배뇨는 다른 수컷을 자신의 짝에게서 떼어내려는 것이며, 암컷의 배뇨는 수용적이지 않을 때 접근하는 수컷을 거부하는 것이다. 항문 파기와 배뇨 모두 번식기에 더 자주 발생하며, 수컷이 더 흔하게 행한다.
수컷 호저가 짝짓기 전에 암컷 호저에게 소변을 뿌리는데, 이 소변은 고속으로 분사된다.

## 감전 사고 및 사망
2008년 런던에서 한 사람이 기차역 철로변에서 소변을 보다가 감전사했다. 이 사람은 소변 줄기가 활선 제3레일의 전류와 연결되면서 감전되었다.
2010년 워싱턴주에서 사망한 한 사람이 감전과 관련된 화상을 입었다. 전류가 소변 줄기를 통해 몸으로 전달된 것으로 추정된다. 이 사람은 길가 도랑에 소변을 보았는데, 도랑에 놓여 있던 활선이 감전을 일으킨 것으로 보인다.
2014년 스페인에서는 한 사람이 가로등에 소변을 보다가 감전사했으며, 이 감전은 소변 줄기를 통해 몸으로 전달되었을 수 있다.

## 다른 종
배뇨의 주요 목적은 동물계 전반에 걸쳐 동일하지만, 배뇨는 종종 노폐물 배출 이상의 사회적 목적을 가진다. 개와 다른 동물들에게 배뇨는 영역을 표시하거나 복종을 표현할 수 있다. 쥐와 생쥐 같은 작은 설치류의 경우, 이는 익숙한 길을 표시한다.
생리학 또는 성별이 다른 동물의 소변은 때때로 다른 특성을 지닌다. 예를 들어, 조류와 파충류의 소변은 흰색이며 요산 결정의 페이스트 같은 현탁액으로 구성되어 총배설강을 통해 동물의 똥과 함께 배출되는 반면, 포유류의 소변은 황색을 띠며 요산 대신 주로 요소를 포함하고 똥과 별도로 요도를 통해 배출된다. 일부 동물(육식 동물 등)의 소변은 특히 영토를 표시하는 데 사용될 때 강한 냄새를 풍긴다.

고양이과 동물와 개과 동물는 소변을 사용하여 영역을 표시한다. 늑대는 다리를 들어 올린 자세로 소변을 보며 소변으로 음경샘 분비물을 배출한다. 수컷 개는 암컷보다 더 자주 소변으로 영역을 표시한다.
어린 소들은 소변을 하수 처리를 위해 수집할 수 있는 "배변소"에서 소변을 보도록 배변훈련을 받을 수 있으며, 이는 네덜란드, 미국, 뉴질랜드와 같은 국가에서 동물의 소변으로 인한 온실 기체 배출을 줄이는 데 사용될 수 있다.

## 같이 보기
- 소변기
- 노상방뇨